# Liste der Biografien/Cary
Liste der Biografien |
Portal Biografien |
Personensuche
# |
A |
B |
C |
D |
E |
F |
G |
H |
I |
J |
K |
L |
M |
N |
O |
P |
Q |
R |
S |
T |
U |
V |
W |
X |
Y |
Z |
?
 
Ca |
Cb |
Cc |
Ce |
Ch |
Ci |
Cj |
Ck |
Cl |
Cm |
Cn |
Co |
Cr |
Cs |
Ct |
Cu |
Cv |
Cw |
Cy |
Cz
 
Caa–Cag |
Cah |
Cai |
Caj |
Cak |
Cal |
Cam |
Can |
Cao–Cap |
Caq |
Car |
Cas |
Cat–Caz
 
Cara |
Carb |
Carc |
Card |
Care |
Carf |
Carg |
Carh |
Cari |
Carj |
Cark |
Carl |
Carm |
Carn |
Caro |
Carp |
Carq |
Carr |
Cars |
Cart |
Caru |
Carv |
Carw |
Cary |
Carz
Die Liste der Biografien führt alle Personen auf, die in der deutschsprachigen Wikipedia einen Artikel haben. Dieses ist eine Teilliste mit 35 Einträgen von Personen, deren Namen mit den Buchstaben „Cary“ beginnt.

## Cary
- Cary, Alice (1820–1871), US-amerikanische Schriftstellerin
- Cary, Amelia, Viscountess Falkland (1807–1858), britische Adelige
- Cary, Annie Louise (1842–1921), US-amerikanische Opernsängerin mit einer dramatischen Stimme
- Cary, Anthony, 5. Viscount Falkland (1656–1694), schottischer Peer und englischer Politiker
- Cary, Caitlin (* 1968), US-amerikanische Musikerin und Songwriterin
- Cary, Diana Serra (1918–2020), US-amerikanische Filmschauspielerin und Autorin
- Cary, Dick (1916–1994), US-amerikanischer Jazztrompeter
- Cary, Elizabeth, Viscountess Falkland († 1639), englische Dichterin, Übersetzerin und Dramatikerin
- Cary, Fernand Louis Langle de (1849–1927), französischer General des Ersten Weltkrieges
- Cary, Frank (1920–2006), US-amerikanischer Manager
- Cary, George (1789–1843), US-amerikanischer Politiker
- Cary, George (1859–1945), US-amerikanischer Architekt
- Cary, George B. (1811–1850), US-amerikanischer Politiker
- Cary, Glover H. (1885–1936), US-amerikanischer Politiker
- Cary, Henry, 4. Viscount Falkland (1634–1663), englischer Politiker
- Cary, Jeremiah E. (1803–1888), US-amerikanischer Jurist und Politiker
- Cary, John († 1835), englischer Kartograph, Graveur, Globenmacher und Verleger
- Cary, Joyce (1888–1957), englisch-irischer Schriftsteller
- Cary, Justin Chu (* 1982), amerikanischer Schauspieler
- Cary, Kate (* 1967), britische Schriftstellerin, Mitglied des Autorenteams Erin Hunter
- Cary, Liam Stephen (* 1947), US-amerikanischer römisch-katholischer Geistlicher, emeritierter Bischof von Baker
- Cary, Lucius, 15. Viscount Falkland (* 1935), britischer Politiker und Peer
- Cary, Marc (* 1967), US-amerikanischer Jazzpianist und Arrangeur
- Cary, Mary Ann Shadd (1823–1893), US-amerikanische Abolitionistin, Journalistin, Lehrerin, Rechtsanwältin, Frauenrechtlerin
- Cary, Max (1881–1958), britischer Althistoriker
- Cary, Otis (1851–1932), US-amerikanischer Missionar, Theologe und Autor
- Cary, Phoebe (1824–1871), US-amerikanische LyrikerinPhoebe Cary (1824–1871)

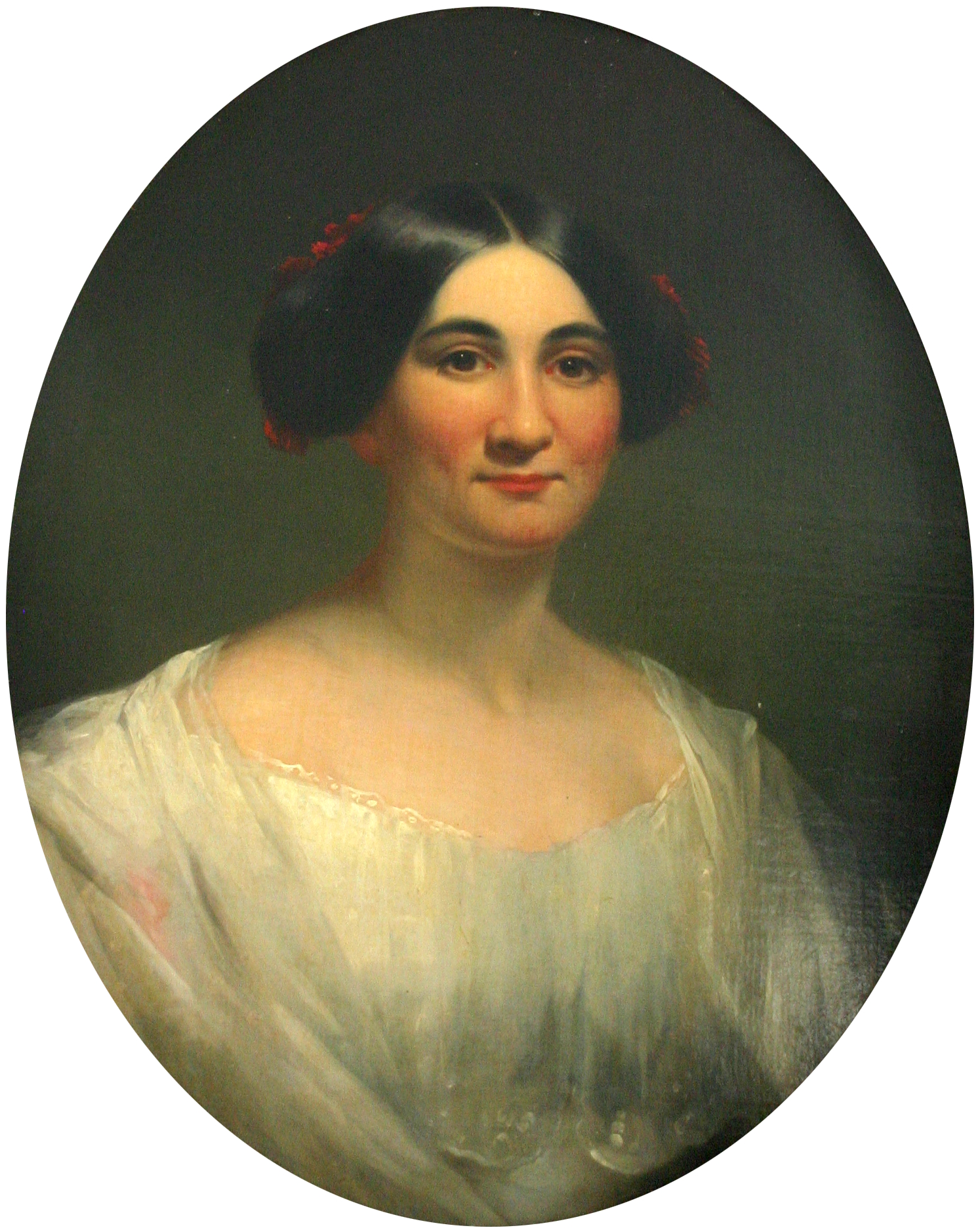
Phoebe Cary (1824–1871)

- Cary, Samuel Fenton (1814–1900), US-amerikanischer Jurist, Farmer und Politiker (Republikanische Partei und Greenback Party)
- Cary, Shepard (1805–1866), US-amerikanischer Politiker
- Cary, Tristram (1925–2008), britischer Komponist
- Cary, Virginia Randolph (1786–1852), US-amerikanische Autorin
- Cary, William (1759–1825), englischer Optiker und Hersteller mathematischer und optischer Instrumente
- Cary, William J. (1865–1934), US-amerikanischer Politiker

### Caryd
- Carydis, Constantinos (* 1974), griechischer Dirigent

### Caryy
- Çaryýew, Keremli (* 1992), turkmenischer Eishockeytorwart